# Staklen dom (televizijska serija)
Staklen dom (bug. Стъклен дом, čit. Stəklen dom), bugarska je dramska televizijska serija. Glavne uloge imali su glumci Kalin Vračanski, Elena Petrova i Julian Vergov. Radnja serije smještena je u bugarskom gradu Sofiji.

## Radnja
Nakon osamnaest godina života u Americi, Kamen Kasabov, rasipni, odmetni sin suvlasnika najvećeg trgovačkog centra u Sofiji, Dimitra Kasabova, vraća se kući na očev šezdeseti rođendan. S obzirom na to da se godinama nije čuo ni vidio s ocem i ne zna kako bi mu prišao, Kamen odluči iznenaditi ga na zabavi koju je organizirala Borjana, očeva druga supruga i majka tek punoljetnog Danija, ujedno Kamenova maćeha. Dok Kamen traži način kako ući na zabavu, u tajnosti se priprema atentat na Dimitra. Naime, urotnici sumnjaju da Dimitar zna više nego bi smio o pojedinim političarima i njihovim malverzacijama koje lako mogu dospjeti u javnost, pa zbog toga unajme snajperista s ciljem da ubije Dimitra na proslavi rođendana. Spletom okolnosti, Kamen se uspije vidjeti s ocem netom prije njegova ubojstva. 
Zbog ovog tragičnog trenutka, ožalošćena obitelj Kasabov teško će prihvatiti tek pristiglog Kamena. Razmaženi i sebični polubrat Dani odbija razgovarati s Kamenom, a usplahirena maćeha Borjana okrivljuje ga za Dimitrovu smrt. Situacija se uvelike zakomplicira kada odvjetnik obznani Kasabovima da se sva Dimitrijeva imovina zakonski dijeli na tri jednaka dijela, a ostale suvlasnike trgovačkog centra Hristu Angelova i Nikolaja Žekova šokira vijest da odsad imaju još jednog člana uprave i vlasnika s kojima moraju podijeliti teškom mukom stečene dionice. Glamurozan i savršeno organiziran svijet bogatih i slavnih itekako je drugačiji nego što ga običan puk vidi...

## Likovi
- Kamen Kasabov je vječni buntovnik. Djetinjstvo uz oca tiranina i majku koja mu ne smije proturječiti dovelo ga je do depresije. Kamen nikada nije mogao oprostiti ocu što je uništio njihovu obitelj, pa je nakon još jedne svađe napustio Bugarsku i otišao u SAD. Nakon osamnaest godina provedenih u inozemstvu ipak se vratio kući kako bi se pomirio s ocem, no bilo je prekasno.
- Dimitar Kasabov je vrlo strog, ali pravedan čovjek s kojim je lako sklopiti poslovni dogovor, posve je posvećen svom poslovnom carstvu i svakodnevno se trudi biti dobar i uzoran otac. Poštuje svoju ženu, iako između njih dvoje postoji nepisano pravilo - on će se brinuti za nju i sina, samo ako ona njega neće ugnjetavati i gnjaviti s pitanjima zašto je kasno došao kući.
- Borjana Kasabova je lijepa mlada žena koja se zaljubila u svog supruga, starijeg muškarca, kojeg je upoznala tijekom najtežeg razdoblja u životu. Zarađuje novac u vlastitoj galeriji, održava socijalni život i iako je romantična i senzualna žena, davno je prestala sanjariti.
- Dani Kasabov je tipični, razmaženi dječak iz bogate obitelji. Njemu nikada ništa nije nedostajalo ili manjkalo. Uvijek je pohađao elitne škole i imao 'bogate' prijatelje.
- Hristo Atanasov je jedan od trojice suvlasnika trgovačkog centra, uspješan poduzetnik s kristalno čistom prošlosti. Živi patrijarhalnim načinom života i pod strogim pravilima.
- Elena Atanasova je miljenica bugarskih medija i najglamuroznija žena kojoj svaka kućanica zavidi. Ona je lijepa i opasna žena koja jedino ne može kontrolirati svoje emocije. Ne smeta joj što zbog megalomanskih želja može izgubiti sve do čega joj je stalo.
- Aleksandra Atanasova je prelijepa tatina princeza i mezimica te, ujedno i divlja, nemirna djevojka koja uživa u svojem životu. Spremna je sve probati i u svemu uživati. No, uskoro će shvatiti da novcem ne može kupiti baš sve, kao i da se čovjek mora doslovno boriti za stvarne vrijednosti.
- Nikolaj Žekov je nemilosrdan i manipulativan poduzetnik, veliki igrač koji želi uspjeti pod svaku cijenu, a iz svake se poslovne ili životne situacije izvlači kao pobjednik. Ima kćer Sianu koja mu je potpuna suprotnost.

## Uloge
| Glumac                | Lik              |
| --------------------- | ---------------- |
| Kalin Vračanski       | Kamen Kasabov    |
| Elena Petrova         | Borjana Kasabova |
| Stefan Danailov       | Dimitar Kasabov  |
| Jana Marinova         | Elena Atanasova  |
| Javor Baharov         | Hari             |
| Luiza Grigorova       | Alex             |
| Georgi Kadurin        | Hristo Atanasov  |
| Radina Krdžilova      | Siana            |
| Bojko Krstanov        | Dani             |
| Krasimir Rankov       | Anton Stavrev    |
| Stefka Janorova       | Vanja Stavreva   |
| Desislava Bakardžieva | Neli             |
| Julian Vergov         | Nikolaj Žekov    |